# Бідзіля Юрій Михайлович
Ю́рій Миха́йлович Бідзі́ля (нар. 18 листопада 1965, Сасово) — український науковець, доктор наук із соціальних комунікацій, завідувач, професор кафедри журналістики Ужгородського національного університету.

## Біографія
Народився 18 листопада 1965 року в селі Сасово Виноградівського району на Закарпатті.
- Рік: 1998. Ступінь: Кандидат. Спеціальність: Філологічні науки. 10.01.01 — Українська література Місто: Львів. Установа: Львівський державний університет імені І. Франка
- Рік: 2016. Ступінь: Доктор. Спеціальність: Соціальні комунікації. 27.00.04 — Теорія та історія журналістики Місто: Київ. Установа: Київський національний університет імені Тараса Шевченка (Київ)

## Окремі видання
1. Бідзіля Ю. М. Періодика транскордоння в контексті міжнаціональної комунікації: монографія / Юрій Бідзіля. — Ужгород: Вид-во ПП «АУТДОР-ШАРК», 2016. — 472 с.
2. Бідзіля Ю. М. Преса Закарпаття ХІХ — ХХ століть: посібник для журналістів / Юрій Бідзіля. — Ужгород: Ліра, 2001.– 80 с.
3. Бідзіля Ю. М. Творчість І. А. Сільвая і особливості літературного процесу на Закарпатті у другій половині XIX століття [Текст]: дис… канд. філол. наук: 10.01.01 / Бідзіля Юрій Михайлович ; Ужгородський держ. ун-т. — Ужгород, 1998. — 186 л. — л. 169—186.
4. Бідзіля Ю. М. Байки М.Лучкая, О.Духновича, І.Сільвая [Текст]: навч.-метод. посіб. / Ю. М. Бідзіля ; Ужгородський національний ун-т. — Ужгород: [б.в.], 2001. — 64 с. — (На допомогу вчителям загальноосвітніх шкіл). — Бібліогр.: с. 61-62. — ISBN 966-74-00-15-7
5. Бідзіля Ю. Творчість Івана Сільвая: монографія/ Юрій Бідзіля. — Ужгород, 2000. — 120 с.
6. Бідзіля Ю. М. (у співавт.) Ужгородський державний університет. — Ужгород: ПП «Видавництво М-Студія», Ужгородська міська друкарня, 2000. — 126 с.
7. Бідзіля Ю. М. (відп. ред.) Актуальні проблеми журналістики: Збірник наукових праць. — Ужгород: МП «Ліра», 2001. — 492 с.
8. Бідзіля Ю. М. (ред.) Словник журналіста: терміни, мас-медіа, постаті. — Ужгород: ВАТ «Видавництво Закарпаття», 2007. — 224 с.
9. Bidzilya Yu. M. Intercultural Communication: Strategies, Challenges and Research. — Chapter 3. The Gypsy Media in Transcarpathia: The Problems of Intercultural Communication and  Overcominh the Status of Social Outsiders of the Ethnic Group // Bidzilya Yu. M. // Nova Sciense Publishrs, Ins. — Nev York, 2017. — С. 69 — 87.
10. Bidzil'a Yurij (Spoluautor). Jazyky narodnostnych menšin v ukrajinsko-slovenskom pohraniči/ Jaroslav Džoganik, Svetlana Pakhomovová (ed) — Bratislava: Vyskumné centrum Slovenskej spoločnosti pre zahraničnu politiku, 2017. 64 s.

### Фахові видання із соціальних комунікацій
1. Бідзіля Ю. М. Журнал «Громада» як популяризатор українства в Угорщині / Ю. М. Бідзіля // Українська періодика: історія і сучасність. — Львів, 2014. — С. 276—284.
2. Бідзіля Ю. М. Журналістика і проблеми насилля над масовою свідомістю / Ю. М. Бідзіля // Науковий вісник Ужгород. унів-ту.  Сер. Філологія.  – № 6. — Підприємство «Ліра». — Ужгород. — 2002.  – С.130–134.
3. Бідзіля Ю. М. Інформаційна безпека поліетнічного регіону: пошук нової медіасистеми (на прикладі Закарпаття) / Ю. М. Бідзіля // Наукові записки Інституту журналістики: науковий збірник / за ред. В. В. Різуна; КНУ імені Тараса Шевченка. — К., 2014. — лип. — верес. — Т. 56. — С. 195—203.
4. Бідзіля Ю. М. Інформаційний простір Закарпаття крізь призму проблем міжкультурної комунікації / Ю. М. Бідзіля // Наукові записки Інституту журналістики Київського національного університету імені Тараса Шевченка. –  № 60. — 2014. — С. 198—206.
5. Бідзіля Ю. М. Мовна політика ЗМІ в поліетнічному середовищі (на прикладі сучасних періодичних видань Закарпаття) / Ю. М. Бідзіля // Стиль і текст. — Випуск 2. Інститут журналістики КНУ імені Тараса Шевченка. — К., 2001. — (Свідоцтво Серія КВ № 4299 від 13.06.2000 р.). — С. 6 –17.
6. Бідзіля Ю. М. О. Духнович у контексті сучасних інформаційних технологій / Ю. М. Бідзіля // Наукові записки Інституту журналістики: науковий збірник / за ред. В. В. Різуна;  КНУ імені Тараса Шевченка. — К., 2003. — квіт. — черв. — Т. 11. — С. 53–57.
7. Бідзіля Ю. М. Олена Рудловчак — журналістка і дослідниця / Ю. М. Бідзіля // Журналістика: науковий збірник / за ред. Н. М. Сидоренко. — К.: Інститут журналістики КНУ імені Тараса Шевченка, 2009. — С. 114—120.
8. Бідзіля Ю. М. Особливості розвитку україномовних медіа в Угорщині та Румунії / Ю. М. Бідзіля // Сімферополь. Таврійський національний університет  ім. В. І. Вернадського. Учені записки Таврійського національного університету ім. В. І. Вернадського. Наук. журн. Сер. «Філологія. Соціальні  комунікації» –  Т. 23 (62).  № 4. — 2010. — С. 13–26.
9. Бідзіля Ю. М. Особливості розвитку україномовної преси в Угорщині та Румунії / Ю. М. Бідзіля // Сучасні пробл. мов-ва та літ-ва. — Вип. № 9. — Ужгород: Госпрозрах. Ред.-видав. відділ управ. у справах преси та ін форм, 2005. — С. 384—389.
10. Бідзіля Ю. М. Преса Закарпаття: від демократії до радянізації (40–60-ті рр. ХХ століття) / Ю. М. Бідзіля // Українська періодика: Історія і сучасність: Доп. та повідомл. Восьмої Всеукр. наук-теорет. конф., Львів, 17–18 трав. — 2002. / НАН України. ЛНБ ім. В.Стефаника. НДІ періодики; за ред. М. М. Романюка. — Львів, 2002. — С. 590—594.
11. Бідзіля Ю. М. Проблема етнотолерантності в сучасному інформаційному просторі (на прикладі медійного простору Закарпаття) / Ю. М. Бідзіля //  Науковий вісник Ужгород. унів-ту.  – Сер. Філологія. — № 17. — Ужгород: Ліра, 2007. — С. 6–10.
12. Бідзіля Ю. М. Проблеми етнопсихології та відродження культури на сторінках ромської газети «Романі Яг» / Ю. М. Бідзіля // Сучасні пробл. мов-ва та літ-ва. — Вип. № 5. — Ужгород: Ліра, 2002. — С. 290—294.
13. Бідзіля Ю. М. Проблеми функціонування україномовної преси Словаччини (середина ХХ — початок ХХІ століття) // Сімферополь: Тавр. нац. ун-т ім. Вернадського. Учені записки Таврійського національного університету ім. В. І. Вернадського. — Сер. «Філологія. Соціальні  комунікації». — Т. 26 (65). Ч. 1.  – № 3. — Сімферополь, 2013. — С. 96–105.
14. Бідзіля Ю. М. Румуномовна преса Закарпаття: історія та проблеми становлення / Ю. М. Бідзіля // Науковий вісник Ужгород. унів-ту. — Сер.   Філологія. –  № 8. — Ужгород: Ліра, 2003. — С.115–120.
15. Бідзіля Ю. М., Сівак О. М. Трансформація інформаційних жанрів у сучасній журналістиці / Ю. М. Бідзіля //  Науковий вісник Ужгород. унів-ту.  – Сер. Філологія. –  № 7. — Ужгород: Ліра, 2003. — С. 89–92.
16. Бідзіля Ю. М. Закарпатська преса в період угорських революційних подій 1956 / Ю. М. Бідзіля // Українська періодика: історія і сучасність: доповіді та повідомлення одинадцятої Всеукраїнської  науково-теоретичної  конференції. Львів, 29–30 листоп. 2013; НАН України, ЛННБУ ім. В.Стефаника, НДІ пресознавства; за ред. М. М. Романюка. — Львів, 2013. — С. 179—191.
17. Бідзіля Ю. М. Словацька преса на Закарпатті як модус відродження національної ідентичності / Ю. М. Бідзіля // Образ: науковий журнал / за ред. Н.Сидоренко, О.Ткаченко; Інститут журналістики КНУ імені Тараса Шевченка, Сумський державний університет. — Вип. 2 (17). — Київ: Суми, 2015. –  С. 55-63.
18. Бідзіля Ю. М. Специфіка висвітлення соціально-культурної тематики в україномовному будапештському часописі «Громада» / Ю. М. Бідзіля // Науковий вісник Ужгород. унів-ту.  – Сер. Філологія. — № 12. — Ужгород: Ліра, 2005. — С. 164—166.
19. Бідзіля Ю. М. Специфіка регіональної преси в умовах інформаційної глобалізації (на прикладі Закарпаття) / Ю. М. Бідзіля // Науковий вісник Ужгород. унів-ту. –  Сер. Філологія. –  № 11. — Ужгород: Ліра, 2005. — С.157-164.
20. Бідзіля Ю. М. Специфіка розвитку преси в поліетнічному середовищі (на прикладі сучасної закарпатської преси) / Ю. М. Бідзіля // EX PROFESSO: зб. наук. пр. / ред. кол.: В. Д. Демченко та ін. — Вип. 3. — Д.: Вид-во Дніпропет. унів-ту, 2001. — С. 217—228.
21. Бідзіля Ю. М. Сучасна закарпатська преса і деякі проблеми інформаційної глобалізації / Ю. М. Бідзіля //  Науковий вісник Ужгород. унів-ту.  – Сер. Філологія. — № 5. — Ужгород: Ліра, 2000. — С.130–134.
22. Бідзіля Ю. М. Сучасна преса Закарпаття у контексті українського державотворення / Ю. М. Бідзіля // Актуальні проблеми журналістики: збір. наук. пр. — Ужгород: Ліра,  2001. — С. 24–32.
23. Бідзіля Ю. М. Сучасна україномовна преса в Італії / Ю. М. Бідзіля // Науковий вісник Ужгород. унів-ту. — Сер. Філологія. — № 15. — Ужгород: Говерла, 2007. — С.122–127.
24. Бідзіля Ю. М. Сучасний інформаційний простір Закарпаття крізь призму етнотолерантності / Ю. М. Бідзіля //  Вісник Львівського університету. — Сер. журналістика / збір. наук. пр. — Вип. 38. — Львів,  2013. — С. 98–106.
25. Бідзіля Ю. М. Сучасний інформаційний простір України як специфічний вияв постмодернізму / Ю. М. Бідзіля // Сімферополь: Тавр. нац. унів-т ім. В. І. Верандського. Культура народов Причерноморья. Науч. журнал.  – № 137. — Т. 2. — Сімферополь, 2008. — С. 317—321.
26. Бідзіля Ю. М. Сучасні періодичні видання Закарпаття у контексті національного відродження / Ю. М. Бідзіля // Вісник Львівського університету. — Серія: Журналістика. — Вип.21. — Львів: Вид. центр ЛНУ ім. Івана Франка, 2001. — С. 198—202.

### Зарубіжні періодичні та продовжувані видання
Bidzilya Yuriy. The Problem Of Ethnic Tolerance In The Modern Information Space / Y. Bidzilya // IOSR  Journal Of Humanities And Social Science (IOSR-JHSS). Vol. 21, Issue 2, February. 2016. –  Р. 33 –37.
Bidzilya Yuriy. Contemporary Transcarpathian media in the context of the language information policy / Y. Bidzilya // International Scientific Journal.– № 2. — 2016. — Р. 65–70.
Bidzilya Yuriy. Slovak press in Zakarpattia as the revival of national identity / Y. Bidzilya // European Journal of Science & Theology. December 2015 Vol. 11 No. 6  –  Р. 67–78.
Бідзіля Ю. М. Ромські медіа на Закарпатті в контексті проблем міжкультурної комунікації / Ю. М. Бідзіля // Journal Eastern European Research Journal. –  № 3 (7). — 2016. — С. 92 — 98.

### Зарубіжні матеріали конференцій
Бідзіля Ю. «Етнічна преса»: проблема окреслення поняття / Ю. Бідзіля //  Ukrajinské media na Slovensku po roku 1945 a prezentácia Ukrajiny v nich. — Prešov: Zväz Rusínov-Ukrajincov Slovenskej repupliky, 2016. — S. 157—176.

### Наукові збірники, матеріали конференцій та інші видання
Бідзіля Ю. М. Закарпатська періодика й проблеми формування національно-інформаційної ідентичності місцевих українців / Ю. М. Бідзіля // Науковий вісник Ужгород. унів-ту. — Серія Філологія. Соціальні комунікації. –  № 2 (30). — Ужгород: Говерла, 2013. — С. 161—169.
Бідзіля Ю. М. Мас-медіа Закарпаття як фактор міжкультурної комунікації / Ю. М. Бідзіля // Науковий вісник Ужгород. унів-ту.  – Серія Філологія. Соціальні комунікації –  № 1 (29). — Ужгород: Говерла, 2013. — С. 283—293.
Бідзіля Ю. М. Україномовна преса Словаччини: історія піднесення та проблеми занепаду / Ю. М. Бідзіля // Збірн. праць Науково-дослідного інституту пресознавства / відп. ред. М. М. Романюк;  НАН України, ЛННБУ ім. В. Стефаника, НДІ пресознавства. –  Вип. № 3 (21). — Львів, 2013.– С. 3–20.
Бідзіля Ю. М. Міжкультурна чи медійна комунікація? / Ю. М. Бідзіля // Мультимедійна журналістика — молоді України: [збірка матеріалів Першої кримської школи напрямку «Нові медіа»] / редактор-упорядник Ю. О. Голоднікова. — Сімферополь: ДІАЙПІ, 2010. — С. 59–63.
Бідзіля Ю. М. Мовна політика в поліетнічному середовищі (на прикладі сучасної закарпатської преси) / Ю. М. Бідзіля // Реалізація в Закарпатській області державної мовної політики та основних положень Європейської хартії регіональних мов або мов меншин: Матеріали міжнародного круглого столу, 30 листопада 2006 року, м. Ужгород, Україна. / за ред. Л. О. Белея. — Ужгород: Ліра, 2006. — С. 42–56.
 Бідзіля Ю. М., Тарканій Г. М. Специфіка конфліктного в публіцистиці В'ячеслава Чорновола / Ю. М. Бідзіля, Г. М. Тарканій // Науковий вісник Ужгород. унів-ту.  – Сер. Філологія. — № 13. — Ужгород: Говерла, 2006. — С.109–116.
Бідзіля Ю. М., Надворна І. В. Громадянська позиція журналіста і проблема «політичного браконьєрства» в публіцистиці Петра Скунця / Ю. М. Бідзіля, І. В. Надворна // Науковий вісник Ужгород. унів-ту.  – Сер. Філологія. Соціальні комунікаці.  – № 25.  – Ужгород: Говерла, 2011. — С.141–149.
Бідзіля Ю. М., Надворна І. В. Творчі горизонти Петра Скунця-публіциста / Ю. М. Бідзіля, І. В. Надворна // Науковий вісник Ужгород. унів-ту. — Сер. Філологія. Соціальні комунікації. — № 27. — Ужгород: Говерла, 2012. — С. 202—210.
Бідзіля Ю. М. Наукові праці професора Й. О. Дзендзелівського на сторінках журналу «Карпатський край» (1993—2000) як джерело вивчення етноспецифіки регіону / Ю. М. Бідзіля // Науковий вісник Ужгород. унів-ту. — Сер. Філологія. Соціальні комунікації. — № 24. — Ужгород: Говерла, 2011. — С. 219—227.
Бідзіля Ю. М. О. Духнович у контексті сучасних інформаційних технологій. Олександр Духнович — визначний педагог, мислитель і громадсько-політичний діяч Закарпаття / Ю. М. Бідзіля // Матеріали Міжнародної наукової  конференції, присвяченої 200-річчю від дня народження Олександра Духновича. 24 — 26 квітня 2003 року. Ужгород, Україна. — Ужгород: Видавництво УжНУ, 2003.– С. 102—110.
Бідзіля Ю. М., Тарасюк О. М. Патогенна інформація на сторінках всеукраїнської газети «Факти» / Ю. М. Бідзіля, О. М. Тарасюк // Науковий вісник Ужгород. унів-ту.  – Сер. Філологія. — № 9. — Ужгород: Ліра,  2004. — С.116–120.
Бідзіля Ю. М. Олена Рудловчак — журналіст і дослідник періодики Закарпаття / Ю. М. Бідзіля // Методика викладання історико-журналістських дисциплін і професійні потреби: Матеріали секційного засідання кафедри історії журналістики Міжнародної наукової конференції «Журналістика 2008: українське журналістикознавство, освіта, термінологія і стандарти», Київ, 17–18 квітня 2008 р. / Київ. нац. унів-т ім. Т.Шевченка, Ін-т журналістики; Дослідницький центр історії української преси; за ред. Н. М. Сидоренко. — К., 2008. — С. 87–90.
Бідзіля Ю. М. Проблема міжкультурної комунікації в поліетнічному інформаційному просторі (на прикладі Закарпаття) / Ю. М. Бідзіля // Науковий вісник Ужгород. унів-ту. — Сер. Філологія. Соціальні комунікації. — № 21. — Ужгород: Говерла, 2009. — С. 125—134.
Бідзіля Ю. М., Стецьків М. В. Імідж України в Російських електронних засобах масової інформації (на прикладі телеканалів ОРТ, НТВ і РТР) // Науковий вісник Ужгород. унів-ту. — Сер. Філологія. — № 20. — Ужгород: Говерла, 2009. — С. 85–88.
Бідзіля Ю. М. Тема будительства в науковій спадщині П. В. Лінтура / Ю. М. Бідзіля // Будівничий культури. Збірник матеріалів до 100-річчя від дня народження Петра Лінтура / упорядник Сенько І. М. — Ужгород: Карпати, 2010. — С. 151—166.
Бідзіля Ю. М. Угорський етнос та угорськомовна преса на Закарпатті / Ю. М. Бідзіля // Науковий вісник Ужгород. унів-ту. — Сер. Філологія. Соціальні комунікації. — № 23. — Ужгород: Говерла, 2010. — С. 104—113.
Бідзіля Ю. М. Українська преса періоду постмодернізму (до постановки проблеми) / Ю. М. Бідзіля // Українська періодика: історія і сучасність: Доп. та повідомл. Восьмої  Всеукр. наук.-теорет. конф., Львів, 24–26 жовт. 2003. / НАН України. ЛНБ ім. В.Стефаника. НДІ періодики; за ред. М. М. Романюка. — Львів, 2003. — С. 743—750.
Бідзіля Ю. М. Філософія комунікації постмодернізму в «Записках українського самашедшего» Ліни Костенко / Ю. М. Бідзіля //  Сімферополь: Тавр. нац. унів-т ім. Вернадського. Учені записки Таврійського національного університету  ім. В. І. Вернадського. — Сер. «Філологія. Соціальні  комунікації». — Т. 24 (63) Ч. 1.  – № 4. –  Сімферополь, 2011. — С. 22–31.
Бідзіля Ю. М. Український сегмент преси в інформаційному просторі Італії / Ю. М. Бідзіля // Ученые записки Таврического национального ун-та им. В. И. Вернадского. — Сер. «Филология. Соц. коммуникация». — Т. 21 (60) № 1. — Симферополь, 2008.  – С. 11 — 21.
Бідзіля Ю. М., Улиганець М. В. Тематичне наповнення передач Закарпатської обласної державної телерадіокомпанії як індикатор суспільно-політичних умов / Ю. М. Бідзіля, М. В. Улиганець //  Науковий вісник Ужгород. унів-ту.  – Сер. Філологія. — № 19. — Ужгород: Говерла, 2008. — С. 104—107
Бідзіля Ю. М. Формування сучасної української емігрантської преси в Італії / Ю. М. Бідзіля // Науковий вісник Ужгород. унів-ту.  – Сер. Філологія. — № 19. — Ужгород: Говерла, 2008. — С. 98–103.
Бідзіля Ю. М., Завадяк В. І.  Специфіка розвитку районної преси Закарпаття в часи «Відлиги» / Ю. М. Бідзіля, В. І. Завадяк // Науковий вісник Ужгород. унів-ту.  – Сер. Філологія. –    № 16. — Ужгород: Говерла, 2007. — С. 131—136.